# 西門慶
- 水滸伝 > 西門慶
- 金瓶梅 > 西門慶

西門 慶（せいもん けい）は、中国の長編白話小説「水滸伝」および水滸伝を導入部にした、中国四大奇書の一つである「金瓶梅」に登場する作中人物。山東省清河県の薬種店を営む豪商であり、商才に長けた人物と設定されている。

## 話中の内容
水滸伝の中では、金と権力でものを言わせる豪商として登場する。郷里に戻る途中で虎を退治した武松が帰省すると、兄の武大の妻である潘金蓮が武松を誘惑しようとする。武松はそれをはねつける。ところが、武松は上司の命によって出張することになり、家をあける間、兄に金蓮には気をつけるように忠告する。しかし金蓮はひょんなきっかけから西門慶と知りあい、情を結ぶようになる。西門慶は潘金蓮と共謀して武大を殺害し、すぐに火葬してしまう。武松は帰還後、兄の死を知り、検死をした何九叔から、武大の骨片を受け取り、潘金蓮と西門慶が共謀して武大を殺したことを悟り、二人をつかまえて、兄をまつった祭壇の前で潘金蓮と西門慶の両名を殺す。仇討ちを果たした武松は、これを殺人として自首し、流罪となり、その後いくつかの変遷を経て梁山泊に入山する。
金瓶梅の中では、武松が西門慶をつかまえに行った酒楼で、まちがって別の人物を殺してしまい、そのために流罪になることで、西門慶は生き延びる。そして金蓮を当時の5番目の夫人（西門慶には亡くなった先妻がいて、その娘はすでに陳経済という男に嫁いでいる。陳経済は西門慶の片腕として活躍している）として家に入れるようになる。豪商である西門慶は、自分の地位を磐石のものとするために役人とも手を結び、権勢をふるうようになる。しかし、家の中では、金蓮がトラブルメーカーとしてさまざまな事件をまきおこし、その処理に追われる。6番目に家に入れた李瓶児が男の子を産むも、金蓮のいやがらせによってその子は死んでしまうという事件も起きる。そして、最期は金蓮が過剰に飲ませた媚薬によって、精力過多になりすぎて陰茎からの流血が止まらず死んでしまう。その日はたまたま、正妻の呉月娘が西門慶の子ども（男の子）を出産した日であった。。

## 妻妾
（金瓶梅の登場人物）
- 正妻（前妻） - 陳氏出身。娘は陳経済の妻となる
- 正妻（後妻）・呉月娘 - 第一夫人
- 妾・李嬌児 - 第二夫人。廓の元遊女。
- 妾・孟玉楼 - 第三夫人
- 妾・孫雪娥 - 第四夫人。西門の先妻・陳氏の元侍女。
- 妾・潘金蓮 - 第五夫人。蒸し餅売り・武大の元妻。西門を媚薬の大量投与で死なせたのち、西門の娘婿・陳経済と関係を続ける。
- 妾・李瓶児 - 第六夫人。隣家の主人・花子虚の元妻。西門との間に長男・官哥を儲けるも官哥は金蓮が仕掛けた猫に飛びかかられて死亡、失意から瓶児も死去する。
- 妾・龐春梅 - 金蓮の侍女
- その他、迎春、秀春、蘭香、宋恵蓮（下男・来旺の妻）、王六児（番頭・韓道国の妻、後庭花（肛門性交）を好んだ）、如意児（官哥の乳母）、賁四嫂、恵元、林太太、李桂姐（第二夫人・嬌児の姪で廓の遊女）、呉銀児、鄭愛月、張惜春など、召使や人妻らと関係を持ち、男妾とも楽しんだ。